# Siedlec (gmina)
Siedlec – gmina wiejska w województwie wielkopolskim, w powiecie wolsztyńskim. W latach 1975–1998 gmina położona była w województwie zielonogórskim.
Siedziba gminy to Siedlec.
Według danych z 30 czerwca 2004 gminę zamieszkiwało 11 909 osób. Natomiast według danych z 31 grudnia 2017 roku gminę zamieszkiwało  12 680 osób.

## Struktura powierzchni
Według danych z roku 2002 gmina Siedlec ma obszar 205,065 km², w tym:
- użytki rolne: 63%
- użytki leśne: 27%

Gmina stanowi 30,15% powierzchni powiatu.

## Demografia

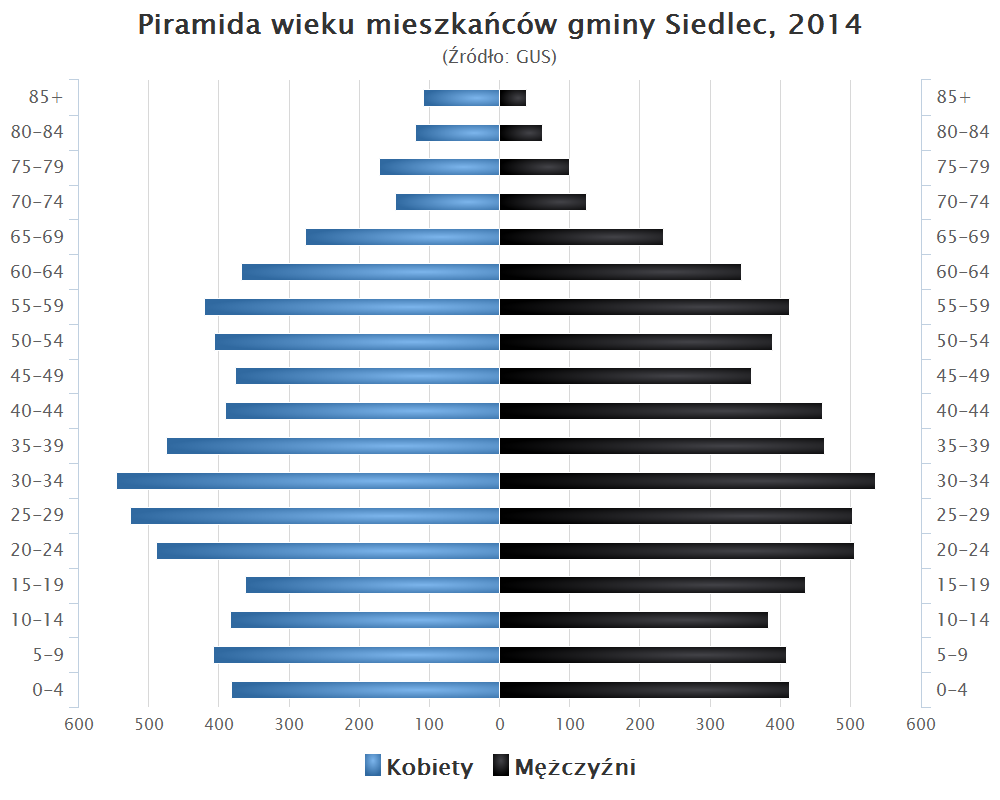
Piramida wieku mieszkańców gminy Siedlec w 2014 roku

Dane z 30 czerwca 2004:
| Opis                              | Ogółem | Ogółem | Kobiety | Kobiety | Mężczyźni | Mężczyźni |
| --------------------------------- | ------ | ------ | ------- | ------- | --------- | --------- |
| jednostka                         | osób   | %      | osób    | %       | osób      | %         |
| populacja                         | 11 909 | 100    | 6031    | 50,6    | 5878      | 49,4      |
| gęstość zaludnienia (mieszk./km²) | 58,1   | 58,1   | 29,4    | 29,4    | 28,7      | 28,7      |

przyrost naturalny +4,47‰

## Sołectwa
Belęcin, Boruja, Chobienice, Godziszewo, Grójec Mały, Grójec Wielki, Jaromierz, Jażyniec, Karna, Kiełkowo, Kiełpiny, Kopanica, Mała Wieś, Mariankowo, Nieborza, Nowa Tuchorza, Reklin (z miejscowością Reklinek), Siedlec, Stara Tuchorza, Tuchorza, Wąchabno, Wielka Wieś, Wojciechowo, Zakrzewo, Żodyń.

## Sąsiednie gminy
Babimost, Kargowa, Nowy Tomyśl, Rakoniewice, Wolsztyn, Zbąszyń